# Stefano Ferrari
Stefano Ferrari (Milano, 1º gennaio 1921 – ...) è stato un calciatore italiano, di ruolo ala sinistra.

## Carriera
Si mette in luce nelle file del Seregno in Serie C dove viene notato dagli osservatori del Milan, e con i rossoneri giocherà alcune amichevoli per poi passare alla Fiorentina, anche qui senza esordire in campionato. L'anno successivo disputa il campionato di guerra con il Brescia segnando 3 gol in altrettante partite. Nel 1946 passa alla Roma, con la quale disputa 47 partite in Serie A nell'arco di due stagioni.
Torna poi a Seregno in Serie B e conclude la carriera nel 1955 in Sardegna con la Carbosarda.

## Palmarès

### Club

#### Competizioni nazionali
- IV Serie: 1

Carbosarda: 1952-1953